# NGC 1446
NGC 1446 (بالفرنسية: NGC 1446)‏ الذي يرمز له بالرمز NGC 1446، هو نجم، في كوكبة النهر.

## الاكتشاف
اكتشف في 8 يناير 1877.